# Рамкування

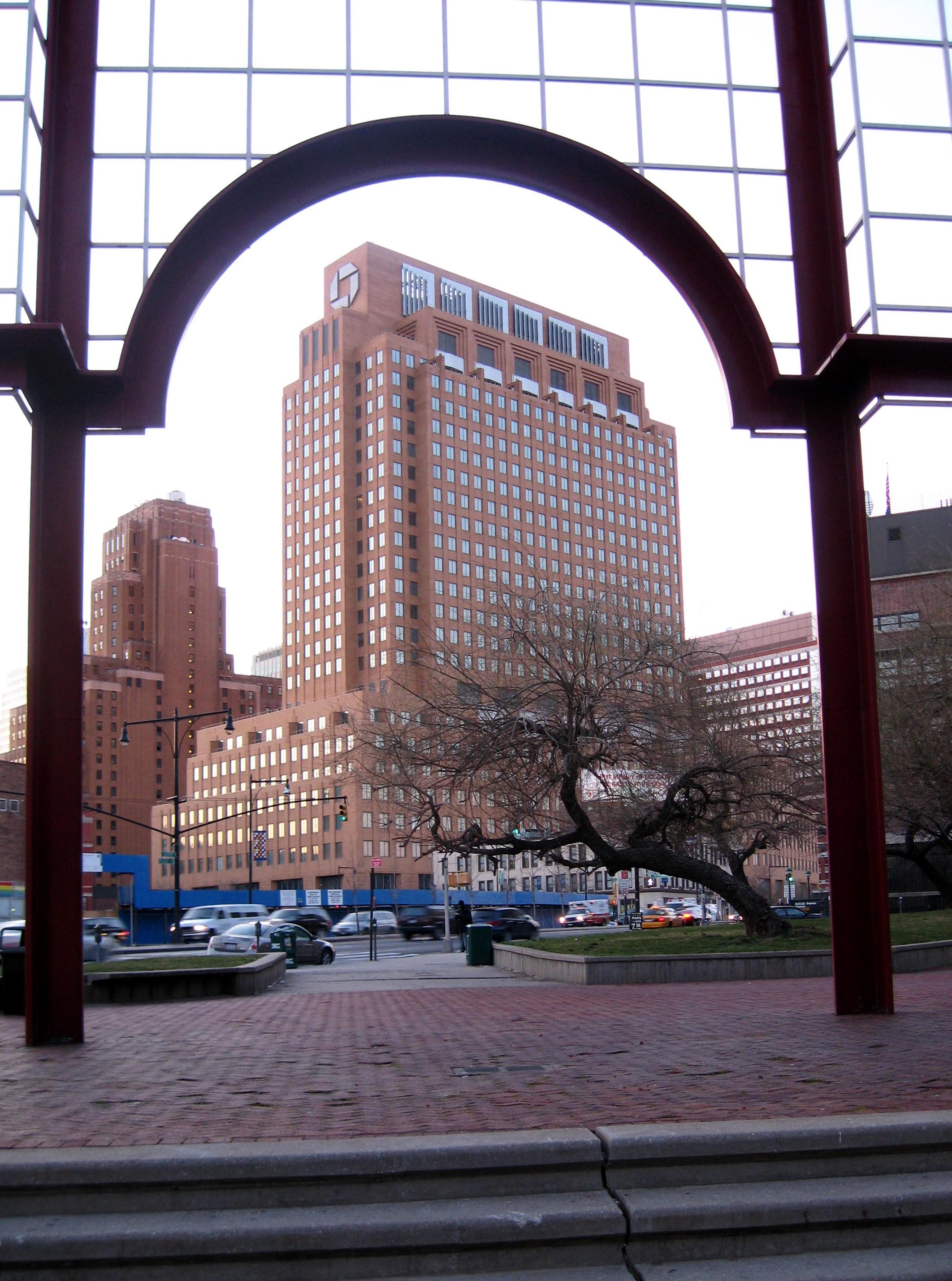
Віддалена будівля, обрамлена аркою

Рамкува́ння (англ. Framing, також кадрування) — творчий прийом в графіці, живопису, фотографії, кінематографі, що полягає в розміщенні об'єкта малювання або зйомки в природні рамки. Рамка служить досягненню подвійної мети: створення естетичнішого зображення і утриманню уваги на головному об'єкті.
Рамкування допомагає акцентувати увагу саме на тій частині знімка, до якої необхідно привернути увагу. Воно додає глибини зображенню і може додати до нього інтересу, якщо в кадрі тематично пов'язані об'єкт та рамка.